# Plaça de Gal·la Placídia
La Plaça de Gal·la Placídia és una plaça barcelonina situada entre els districtes de Gràcia i Sarrià - Sant Gervasi. Té una forma allargada seguint la Via Augusta, que és el principal carrer de la plaça, mentre que la part baixa és travessada per la Travessera de Gràcia.
Rep el seu nom de Gal·la Placídia, una emperadriu romana del segle v que va viure a Barcelona i hi va establir la cort del Regne Visigot. Àngel Guimerà escriví l'obra de teatre Gal·la Placídia en el seu honor i el 1914 Jaume Pahissa i Jo en feu una òpera. La decisió de posar-li un nom romà va dur-se a terme per enllaçar amb la Via Augusta que la travessa. Anteriorment se la coneixia com a Plaça de la Creu Trencada per haver-se trobat una creu de terme que separava Gràcia de Sarrià. Aquesta creu es va malmetre perquè la plaça era el lloc de confluència de quatre rieres que van erosionar la pedra fins que va ser enretirada.
A la plaça s'hi troba l'estació de Gràcia, de la línia Barcelona-Vallès de FGC que també comprèn les línies L6 i L7 del metro de Barcelona. Hi té la seu el Col·legi d'Economistes de Catalunya. En èpoques de reformes, ha allotjat de manera temporal el molt pròxim Mercat de la Llibertat. Històricament havia allotjat un parc d'atraccions urbà, el Caspolino.
En un lateral s'hi troba la Font de la Blancaneu, inspirada en el conte La Blancaneu i els set nans, on es veu a una jove Blancaneu i un cérvol d'inspiració en la pel·lícula homònima de Walt Disney.

## Història
Aquí hi havia l'aiguabarreig de les rieres de Sant Gervasi i de Cassoles, que un cop unides, continuaven per la riera d'en Malla fins a arribar a les Rambles. A mitjan segle xix, es van traslladar aquí els corrals que hi havia a tocar del Portal de l'Àngel, a l'entrada de Barcelona. El 1917 s'urbanitzà la plaça. Aleshores hi passava el ferrocarril de Sarrià, i hi havia l'estació de Gràcia, que era a l'aire lliure, i es va començar a soterrar el 1925.